# Porphyrinia dividens
Porphyrinia dividens är en fjärilsart som beskrevs av Lucas 1892. Porphyrinia dividens ingår i släktet Porphyrinia och familjen nattflyn. Inga underarter finns listade i Catalogue of Life.